# Tarsie del coro di Santa Maria Maggiore di Bergamo

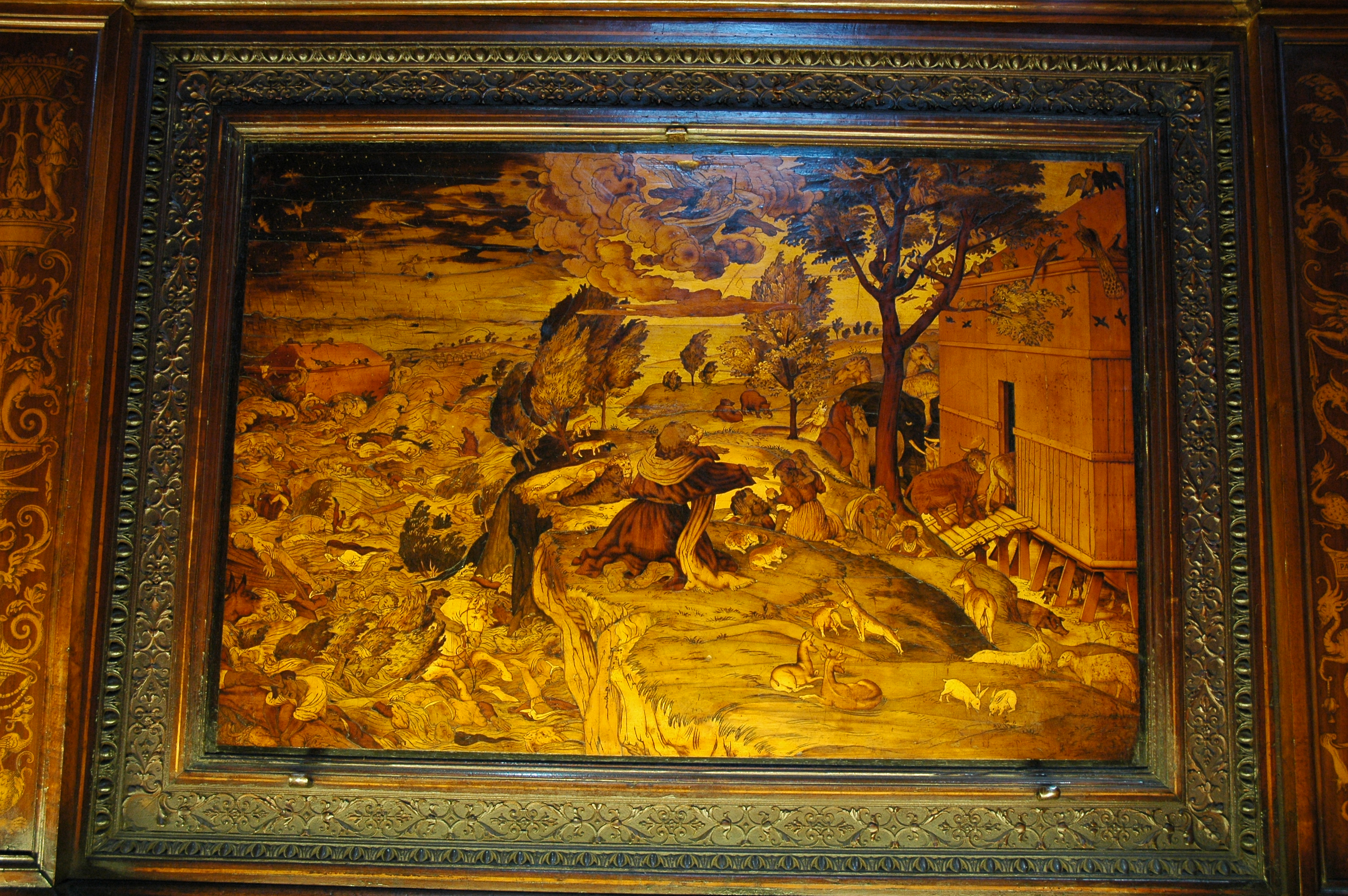
L'arca di Noè

Le tarsie del coro di Santa Maria Maggiore sono un importante complesso di intarsi lignei, realizzati tra il 1524 e il 1532 da Giovan Francesco Capoferri e altri su disegno prevalentemente di Lorenzo Lotto, ma anche altri artisti; si trovano nella chiesa di Santa Maria Maggiore a Bergamo.

## Storia
La chiesa di Santa Maria Maggiore agli inizi del XVI secolo, si presentava ancora in stile gotico, priva degli stucchi e delle colonne marmoree che la arricchirono nel XVII secolo. La grande navata era illuminata solo dalle bifore e trifore che si affacciavano dal matroneo superiore. L'abside era illuminato da tre finestre di misura inferiore alle cinque poste nei secoli successivi, ed era affrescata dal dipinto di Pecino da Nova con gli episodi della “vita di Maria” e da Michele da Ronco, mentre la fascia superiore vi era la grande immagine del Diluvio universale.

Sull'altare maggiore vi era la statua della Madonna che non era considerata adatta al valore della nuova basilica, venne quindi ordinata una in argento, statua che non venne mai eseguita, ma in attesa venne ordinato un coro che fosse consono alla futura statua, perché anche il coro presente risultava essere povero:
Item quia maxima fit impesa et honorifica i fabricatione unius icone ad altare maius ecclesie d. S. Marie Maioris Bergomi ad maximu dei cultuam et civitatis nosrte ornamentus existatque corus non conveniuns tanto apparatui
 Venne quindi arricchito il presbiterio di un coro: «Un bello et laudabile choro, presbiterio, banchi et ornamenti». Il coro e le tarsie dovevano aiutare i fedeli verso una maggiore riflessione spirituale e intellettuale.
 
Il 12 marzo 1524 Lorenzo Lotto e i presidi della consorzio della Misericordia Maggiore stipularono gli accordi per la realizzazione dei disegni delle tarsie per il coro della basilica mariana. 
(Francesca Cortesi Bosco)

Tra i presidi risulta Trussardo da Calepio nipote di Ambrogio Calepio, mentre presidente Giacomo Grumelli.

Esiste una documentazione abbastanza precisa sulle tarsie di Santa Maria Maggiore, basata su testimonianza d'archivio e sulla corrispondenza di Lotto stesso. L'opera ruotava intorno a Giovan Francesco Capoferri, giovane e talentuoso intarsiatore originario di Lovere, che il 23 ottobre 1522 venne incaricato di approntare un nuovo coro per Santa Maria Maggiore, chiesa civica della città. Soprintese ai lavori il Consorzio della Misericordia, che decise di far intarsiare i sedili della parte anteriore del coro, destinati ai religiosi, lasciando quelli dei laici, nella parte dietro all'altare, senza decorazione. Inoltre vennero previste quattro tarsie più grandi, per le estremità dei seggi verso la navata. Capoferri aveva imparato come preparare, lavorare e tingere il legname per gli intagli da fra Damiano da Bergamo per la realizzazione del coro della chiesa di Santo Stefano Fra Damiano Zambelli si riterrà offeso per non essere stato scelto per la realizzazione, ma quelli che erano i personaggi che conosceva molto bene come Lotto e il suo alunno Capoferri. Nel 1526 quando i due si trovavano a contemporaneamente a Venezia, Lotto si allontanò dalla città scrivendone una lettera alla congregazione:
[…] Sicché voi tutti mi siete tenuti e più m. o. Joan Franc.o vostro intaiador, al quale mi salutate er raccomandate et ditteli che altre fiate io glie ho scrito et non s'é degnato de rispondermi; per questo resto de amarlo et in absentia honorr la sua virtù. perché sono de natura et religion christiana, et chi se indanna suo dano. Sa bene lui che per l'honor suo et utile ho fato de fratello et le ingiurie avute da l'ignorante set de poca religione de Cristo frate Damiano; per il qual ho voluto studioso elleggermi in lo alogiamento che ho, con mazor spesa che non harei fato in altro, a ciò che si sappia et veda la sua maligna natura et iudicio. Non per questo che io voglii renfaciar n. o. I.o Franc.o ne da lui haver compenso alcuno, se non comune amicitia […]|L. Chiodi.- Lettere inedite di Lorenzo Lotto - 1968
Il progetto architettonico venne eseguito da Bernardo Zenale, mentre Giovanni Belli di Ponteranica, falegname, divenne assistente del Capoferri. All'inizio la committenza affidò prudentemente la produzione dei cartoni a più artisti, ricevendo dal Lotto quello per un'Annunciazione. I primi sette cartoni sarebbero dovuti essere prodotti quindi anche da un certo Nicolino di Bartolomeo Cabrini, artista locale semisconosciuto, che però morì nel 1524 a seguito di un grave infortunio, che gli causò la rottura della testa e che venne inutilmente curato dal cerusico Battista Cucchi. A quel punto i responsabili stipularono patti con Lotto per tutte le tarsie che restavano da fare (marzo 1524). Il compenso pattuito era di 9 lire per le scene narrative e 1 lira e 14 soldi per i coperti, indipendentemente dalle dimensioni.
I disegni, o invenzioni  delle tarsie realizzati dal Lotto, rispondevano alla direzione della luce reale disegnando i cartoni in chiaroscuro, riteneva infatti non sufficienti le luci che illuminavano il presbiterio, tenne quindi in considerazione i 14 piccoli oculi presenti nella cupola centrale.
Nel 1524 Lotto aveva già fornito nove cartoni per le tarsie figurate, otto per coperti e due per i fianchi dei piedistalli delle sedie, tradotti con fedeltà e talento dal Capoferri. Nel 1525 Lotto consegnò altri sette cartoni (uno grande), quattro disegni per coperti e due per altre fiancate dei sedili. A volte, dopo la realizzazione dell'intarsio, Lotto ritornava all'opera per la profilatura finale. 
Presto nacquero contenziosi sui compensi tra Lotto e il Consorzio, poiché il pittore giudicava la sua retribuzione inadeguata, e al rifiuto dell'aumento smise di occuparsi della profilatura delle tarsie. Il contenzioso si trascinò a lungo, oltre la partenza per Venezia del pittore nel dicembre 1525, e non è un caso che Lotto in futuro non mise più piede a Bergamo, per non rischiare di dover prestarsi alla rifinitura delle tarsie senza venire retribuito.
La lontananza complicò ma non interruppe la prestazione di disegni: istruzioni epistolari correvano tra artista e committenti, mentre il pittore completava la serie, fino al 1532, quando la collaborazione fu interrotta lasciando incompiuti otto cartoni. Il ricco carteggio (1524-1532) mostra il progressivo deteriorarsi dei rapporti tra committenti e artista, il quale non cessò mai di rinnovare, invano, le sue richieste e pretese la restituzione dei cartoni, temendo che qualcuno se ne appropriasse indebitamente.
Lotto non venne informato della variazione del progetto originario, montando i coperti come decorazioni degli stalli dei laici, stravolgendo il programma iconografico originale per esigenze puramente decorative. Nel luglio del 1530 il coro e gli stalli iniziarono ad essere montati nel presbiterio della basilica, e il Lotto mandò nel gennaio seguente gli ultimi sei disegni delle imprese.
Capoferri, nel 1534, morì a soli 47 anni, dopo aver completato il suo lavoro sui disegni di Lotto: anche tra i due i rapporti erano ormai compromessi, lasciando anche una famiglia in grave difficoltà economica necessitando di sostegno dalla carità pubblica. Nella coperta di Giuseppe venduto dai fratelli Lotto aveva inserito un suo autoritratto con quello dell'intagliatore, a simbolo della loro eterna amicizia, che però alla prova del tempo non si dimostrò tale.
Tra il 1554 e il 1555, due dei figli di Capoferri, Zinino e Alfonso, porteranno a termine il grande coro bergamasco, con l'aggiunta del coro dei laici. Lorenzo Lotto morì a Loreto dove si era stabilito nel 1556 senza mai vedere finita la sua opera, che richiese un lavoro complessivo di cinquanta anni, venendo infatti finita tra il 1572 e il 1573. Sarà esposta con orgoglio dai sindaci della Fondazione MIA alla visita pastorale del 1575 di san Carlo Borromeo.
Il migliore studio sulle tarsie di Capoferri e Lotto è la monografia di Francesca Cortesi Bosco, del 1987. Le immagini delle imprese  non sono di immediata comprensione e decodificazione mantenendo un mistero che permette molte interpretazioni. Il mistero raffigurato vuole avvicinarsi al quello della creazione e di Dio, proponendo domande e varie possibili risposte. Le raffigurazioni pur essendo vicine e consone al periodo storico vissuto dal Lotto, sono contemporaneamente anche fuori tempo andando oltre il logico temporale.
Lotto, malgrado non avesse mai voluto, si ritrovò, ormai anziano, in gravi ristrettezze economiche nell'agosto del 1550, a dover vendere alla lotteria alcune delle sue opere e alcuni dei disegni preparatori per le tarsie.
Nel 2023 le tarsie e i coperti, nonché tutto il coro, sono stati oggetti di un'importante pulitura e restauro che ne ha ridato la giusta luce. Il lavoro è stato eseguito in diretta, così da permettere ai numerosi visitatori, di seguire le differenti fasi del restauro.
Il restauro realizzato nel 2023, in occasione dell'anno che ha nominato le città di Bergamo e Brescia capitali della Cultura, ha ridato alle tarsie e ai relativi coperti il colore e la lucentezza originale. Il coro aveva già avuto un primo restauro nell'Ottocento, è stato lavoro di Luciano Gritti e della sua bottega e direzione scientifica di Stefano Marziali. Il recupero durato un anno e mezzo è stato visitato da molti turisti e studenti.
Tra le tarsie del coro vi è anche quella presente all'entrata nel coro a sinistra, intitolata dal Lotto: Amor sulla Bilancia raffigurante Nosce te ipsum.

## Descrizione
Il coro è composto da più stalli divisi dal coro dei religiosi prossimi all'altare maggiore e quello dei laici posti nella parte rettangolare del presbiterio quella più prossima all'aula.

### Il coro e le tarsie oinvenzioni
Il coro è posizionato entro una recinzione lignea aperta nella parte centrale sormontata da un grande arco, per permettere ai fedeli di seguire le funzioni liturgiche. L'interno è composto da ventisei stalli destinati al capitolo. Tre gradini accompagnano all'altare che è affiancato da due grandi banchi che hanno tre stalli cadauno, anticamente dedicati ai presbiteri quelli posti a sinistra e ai rettori veneti quelli a destra. Oltre vi sono i diciassette stalli riservati ai cittadini di maggior rilievo, generalmente deputati del Consiglio Minore o reggenti della Congregazione della Misericordia Maggiore. Questa è una particolarità della chiesa, nella sua forma laica, al vescovo infatti, quando non celebrava, non era consentito sedere centralmente, ma prendeva una posizione laterale, questo perché i rettori volevano mantenere la propria autonomia dalle autorità ecclesiastiche.
Durante la realizzazione delle tarsie, malgrado fosse lasciata abbastanza libertà al creatore, riconoscendone le competenze ideologiche, fu nominato un consulente teologico per meglio sviluppare i temi scelti dall'Antico Testamento, il francescano Girolamo Terzi. Terzi ricevette il suo primo compenso per la consulenza il 2 maggio 1523.
Lorenzo Lotto durante la realizzazione dei cartoni preparatori o invenzioni bibliche dal 1526 al 1531, si trovava a Venezia dove assisteva alle pubbliche discussioni filosofiche e teologiche d'importanti predicatori che venivano fatte nella chiesa dei Santi Pietro e Paolo, oratorie che veniva affisse poi sui portali della chiesa stessa così che fossero a tutti accessibili. Queste furono davvero importanti per la sua preparazione. A Venezia trovò a contatto con frate biblista Ludovico Martini e Damiano Loro famoso predicatore, che sicuramente discussero sui temi biblici che Lotto doveva elaborare in “storie” . Proprio queste predicazioni tanto interessarono l'artista tanto da scrivere alla Consorzio una lettera in riferimento all'episodio di Giosuè che ferma il sole. Secondo la storica Cortesi Bosco, Lorenzo Lotto aveva una preparazione religiosa superiore alle comuni conoscenze.

### I coperti oimprese
Il 16 giugno 1524, probabilmente colpiti dal pregio che il lavoro andava assumendo e prevedendo l'usura del tempo, i consorziati decisero di richiedere anche delle tavole di protezione per le tarsie, veri e propri coperchi mobili, “picture a claro et obsuro” che dovevano essere a monocromo, mentre per le tavolette principali era prevista una decorazione policroma. I coperti da applicare su ciascuna tarsia dovevano presentare simboli e allusioni alle scene sottostanti. Il 16 settembre 1527 l'artista chiederà che gli vengano assegnate più “imprese” così da poter scegliere quelle che erano per lui le migliori: «Et de le imprese me siano mandate perché siano de più che de mancho per ellezere quelle che sieno più al proposito in un sugeto».
 

Questi vengono chiamati dal pittore: imprese di non sempre facile comprensione. Scriverà lo stesso Lotto il 10 febbraio 1528:
(Lorenzo Lotto-Lettera ai Reggenti la Misericordia)
Il Lotto, va considerato, che fosse grande amico di Giovanmaria Rota figlio di Francesco, e consigliere della Congregazione della Misericordia che aveva approfondito studi alchemici con i più grandi alchimisti di quegli anni, a lui si deve la cultura ermetico-alchemica trasmessa all'artista veneziano necessaria alla realizzazione dei coperti.
La realizzazione dei coperti delle tarsie resta un caso unico nella storia dell'Arte, esempio unico di riflessione spirituale che dovevano condurre attraverso un cammino spirituale alla narrazione biblica contenuta nelle tarsie stesse. Lotto non avrebbe potuto compiere un approfondimento tanto spirituale e ipnotico senza la collaborazione di Giovan Battista Suardi, nobile letterato e poeta, nonché appassionato d'arte e conoscitore del latino, cosa di cui l'artista era carente, e che aveva commissionato proprio nel 1524 la realizzazione degli affreschi nell'Cappella Suardi, creando un rapporto intimo con l'artista, e contemporaneamente era molto apprezzato dai sindaci della congregazione essendone stato egli stesso, in precedenza, presidente. A lui si devono i motti latini presenti in tre tarsie. La raffigurazione metaforica alcimica spirituale presente indicherebbero che il Suardi non era il solo a ben comprendere i disegni che vi era una certa cerchia di persone preparata e intellettualemnte attiva. Lotto disegnò le Imprese e proprio i due personaggi il 20 agosto del medesimo anno, consegnarono alla Congregazione i disegni per i due coperti posti all'ingresso del Coro dei Religioni. I religiosi colsero l'aspetto di profonda metafora alchimica spirituale che i disegni contenevano, si consideri che se i disegni avrebbero avuto poca comprensione in un qualsiasi normale osservatore, così non dovette essere per i sacerdoti della basilica che avevano un'ottima preparazione teologica.. Vescovo di Bergamo era Pietro Lippomano, e il Lotto aveva conosciuto nel 1503 Giovanni Aurelio Augurelli che al futuro vescovo aveva scritto il libro dei Geronticon, questo indica quanto del mondo intellettuale del tempo girasse intorno all'artista e a Bergamo.
I coperti che formano un itinerario atto a portare alla riflessione e alla meditazione, sono anche la teatro della memoria delle conoscenze umanistiche veneziane del XVI secolo.
Il Lotto interpretò l'arte come il mezzo per comprendere la creazione e la fede esattamente come l'alchimia, anche se il significato non sempre è di facile interpretazione. Lotto riuscì a riportare nelle raffigurazioni delle tarsie la sua visione molto personale delle sacre scritture, proponendole nella miglior forma archetipale dei primi decenni del Cinquecento, periodo di intensa polemica antiluterana proponendole nel linguaggio rinascimentale veneziano.  La capacità dell'artista di inserire immagini simboliche con elementi della mitologia greco romana, nonché temi pagani che attraverso le raffigurazioni metaforiche si uniscono con i temi biblici.
Il lavoro di Lorenzo Lotto si concluse nell'arco di sette anni, nei quali vi furono anche alcune discordie con i reggenti la congregazione forse proprio per la trasparenza con cui l'artista espose i segreti dell'archemia.

## Le tarsie di Lotto
| #  | Immagine | Soggetto                                                                                  | Anno        | Dimensioni  | Coperto | Soggetto                                                            | Anno        | Dimensioni    |
| -- | -------- | ----------------------------------------------------------------------------------------- | ----------- | ----------- | ------- | ------------------------------------------------------------------- | ----------- | ------------- |
| 01 |          | Sommersione del faraone                                                                   | 1526-1527   | 68x99,8 cm  |         | Impresa                                                             | 1526-1527   | 75,7x109,5 cm |
| 02 |          | Arca di Noè                                                                               | 1525        | 68x101 cm   |         | Restauratio humana                                                  | 1525        | 76,5x109,5 cm |
| 03 |          | Giuditta                                                                                  | 1527        | 68x100,3 cm |         | Viduitatis gloria                                                   | 1527        | 75,2x109,5 cm |
| 04 |          | Davide e Golia                                                                            | 1525-1526   | 68x101 cm   |         | Maximi certaminis victoria                                          | 1525-1526   | 76,5x109,5 cm |
| 05 |          | Creazione del mondo e di Adamo                                                            | 1524 circa  | 44x45,6 cm  |         | Chaos magnum                                                        | 1524 circa  | 60x50 cm      |
| 06 |          | Creazione di Eva, Peccato originale e Cacciata dei progenitori                            | 1524        | 44x46 cm    |         | Quia comedisti de ligno                                             | 1524        | 60x50 cm      |
| 07 |          | Caino e Abele                                                                             | 1524        | 44x46 cm    |         | Sacrifici di Caino e di Abele                                       | 1524 circa  | 50x60 cm      |
| 08 |          | Uccisione di Abele                                                                        | 1524        | 44x46 cm    |         | Pietas inobedientia                                                 | 1524 circa  | 60x50 cm      |
| 09 |          | Sacrificio di Enoc                                                                        | 1524        | 44x46 cm    |         | Musica                                                              | 1524 circa  | 60x50 cm      |
| 10 |          | Enos                                                                                      | 1524        | 44x46 cm    |         | Tubalis [sic] sacra musicae inventum                                | 1524        | 60x50 cm      |
| 11 |          | Ebbrezza di Noè                                                                           | 1524        | 44x46 cm    |         | Simboli bacchici                                                    | 1524 circa  | 60x50 cm      |
| 12 |          | Melchisedek offre il sacrificio                                                           | 1524 circa  | 44x46 cm    |         | Victoria                                                            | 1524 circa  | 60x50 cm      |
| 13 |          | Incesto di Lot e incendio della Pentapoli                                                 | 1526-1527   | 44x46 cm    |         |                                                                     |             |               |
| 14 |          | Sacrificio di Abramo                                                                      | 1524        | 44x46 cm    |         | Sacrificio di Abramo                                                | 1529        | 43x41 cm      |
| 15 |          | Giuseppe venduto dai fratelli                                                             | 1524        | 44x46 cm    |         | Fratrum quoque gratia rara est                                      | 1524        | 60x50 cm      |
| 16 |          | Sacrificio dei genitori di Sansone                                                        | 1529 o 1530 | 44x46 cm    |         | Simboli                                                             | 1529 o 1530 | 60x50 cm      |
| 17 |          | Sansone uccide il leone e spinge con le fiaccole le volpi nelle messi dei nemici          | 1529 o 1530 | 44x46 cm    |         | Fascine e altri simboli                                             | 1529 o 1530 | 60x50 cm      |
| 18 |          | Sansone uccide i filistei con una mascella d'asino e porta sul monte le porte della città | 1529 o 1530 | 44x46 cm    |         | Simboli                                                             | 1529 o 1530 | 60x50 cm      |
| 19 |          | Sansone tradito da Dalila, accecato e alla macina                                         | 1529 o 1530 | 44x46 cm    |         | Simboli                                                             | 1529 o 1530 | 60x50 cm      |
| 20 |          | Davide trasporta l'arca santa ed è schernito                                              | 1525-1527   | 44x46 cm    |         | Humilitatis et pacienciae exemplum                                  | 1527        | 60x50 cm      |
| 21 |          | Suicidio di Achitofel                                                                     | 1526-1527   | 44x46 cm    |         | Due uomini che precipitano in un abisso                             | 1527        | 60x50 cm      |
| 22 |          | Morte di Assalonne                                                                        | 1526-1527   | 44x46 cm    |         | Divina vindicta impietatis                                          | 1527        | 60x50 cm      |
| 23 |          | Davide piange la morte di Assalonne                                                       | 1526-1527   | 44x46 cm    |         | Heu fili mi                                                         | 1527        | 60x50 cm      |
| 24 |          | Uccisione di Amasa                                                                        | 1524 circa  | 44x46 cm    |         | Uomo coronato d'alloro in un cerchio, con spada sguainata e pugnale | 1524 circa  | 60x50 cm      |
| 25 |          | Elia nel deserto                                                                          | 1527 circa  | 44x46 cm    |         | Surge comede                                                        | 1527 circa  | 60x50 cm      |
| 26 |          | Ester e Assuero                                                                           | 1527        | 44x46 cm    |         |                                                                     |             |               |
| 27 |          | Martirio dei fratelli Maccabei con la madre                                               | 1525        | 44x46 cm    |         | Poti                                                                | 1525 circa  | 60x50 cm      |
| 28 |          | Serpente di bronzo                                                                        | 1525        | 44x46 cm    |         | Simboli                                                             | 1527        | 60x50 cm      |
| 29 |          | Consegna delle tavole a Mosè                                                              | 1525        | 44x46 cm    |         | Tavole della Legge                                                  | 1527        | 60x50 cm      |
| 30 |          | Amnon e Tamar                                                                             | 1525        | 44x46 cm    |         | Impresa                                                             | 1527        | 60x50 cm      |
| 31 |          | Uccisione di Amnon                                                                        | 1525        | 44x46 cm    |         | Uomo in cerchio che uccide di spada un altro uomo coronato          | 1525        | 60x50 cm      |
| 32 |          | Giona e la balena                                                                         | 1525        | 44x46 cm    |         | Figura recuperationis nostrae                                       | 1527        | 60x50 cm      |
| 33 |          | Susanna e i vecchioni                                                                     | 1524        | 44x46 cm    |         | Pocius mori                                                         | 1524 circa  | 60x50 cm      |

In generale le scene bibliche di Lotto mostrano un'inesauribile fantasia scenica, con una narrazione sciolta e così diversa dai toni aulici e composti delle opere di Tiziano Vecellio in quegli stessi anni. Numerosi sono gli spunti popolari, soprattutto negli episodi biblici, uniti a una simbologia erudita e a volte criptica nei coperti, che però a grandi linee sono pure efficaci e immediati. I coperti invece sono composti secondo lo stile degli emblemi araldici, con oggetti simbolici accostati ad artificio ed accompagnati da brevi motti che ne chiariscono il significato. Ciò generava immagini suggestive e di facile memorizzazione, che aiutavano i religiosi a meditare sui significati degli episodi biblici.
Nella generale complessità di significati, tratti dalla scolastica e dalla filosofia, si trovano anche citazioni alchemiche, legate a messaggi che raccomandano l'ascesi: nella cultura dell'epoca, dopotutto, l'affinità tra il processo di trasformazione dei metalli e quello spirituale dell'animo umano era spesso accostata. Ciò si vede bene, ad esempio, nel coperto della Restauratio humana sopra l'Arca di Noè, situata sul fronte del coro. In essa, sopra l'arca che fluttua, si eleva un'asta che regge una serie di strumenti da alchimista, quali la borsa della pietra di paragone, il crogiuolo con le sette verghe di metallo e la bilancia. Il significato è che come Noè rinnovò l'umanità selezionandola nella sua arca (Restauratio), così l'uomo deve purificare la propria anima verso la perfezione e la beatitudine, in maniera analoga a quanto fanno gli alchimisti con i metalli che vengono trasformati in oro. Lotto doveva essere familiare a questi temi, sin dal suo soggiorno giovanile a Treviso, dove nel 1471 erano stati pubblicati i testi di Ermete Trismegisto tradotti da Marsilio Ficino e dove tra il 1503 e il 1505 soggiornò Giovanni Aurelio Augurelli, autore di un poema alchemico.
Tra le composizioni più efficaci figura quella di David e Golia, costruita come una doppia scatola prospettica con sottili giochi chiaroscurali: in primo piano si vede Davide che colpisce il gigante con la fionda e più a sinistra il momento successivo, della decapitazione, per poi proseguire nel racconto a destra in fondo, dove il giovane eroe porta in città la testa di Golia.